# Sonic Free Riders
Sonic Free Riders (ソニック フリーライダーズ, Sonikku Furī Raidāzu) é um jogo de corrida para a Xbox Live Arcade feito pela companhia O-Two, sendo o terceiro jogo da série Sonic Riders, sucedendo ao Sonic Riders: Zero Gravity. O jogo utiliza-se do periférico Kinect da Microsoft, e suporta até 12 jogadores online em modo multiplayer.
O jogo foi lançado dia 4 de novembro de 2010, na América do Norte, 10 de novembro de 2010, na Europa, 18 de novembro de 2010, na Austrália, e 20 de novembro de 2010, no Japão.

## História
Dr. Eggman faz um segundo EX World Grand Prix, oferecendo prêmios de dinheiro e tesouro. Ele coloca quatro equipes para a corrida ao invés de duas como no anterior EX World Grand Prix, para provar quem é o melhor. Contudo, seu verdadeiro motivo foi pegar os dados de todos os jogadores para programar os seus robôs E-10000.